# Krisztián Simon
Krisztián Simon (* 10. Juni 1991 in Budapest) ist ein ungarischer Fußballspieler.

## Karriere

### Verein
Simon stammt aus der Jugend von Újpest Budapest. Für den ungarischen Hauptstadtverein gab er 2009 sein Debüt als Profifußballer in der Nemzeti Bajnokság. In der Spielzeit 2010/11 war Simon für die Rückrunde an den niederländischen Erstligisten Feyenoord Rotterdam ausgeliehen.
In der Winterpause der Spielzeit 2014/15 wechselte Simon zum deutschen Zweitligisten TSV 1860 München, wo er einen Vertrag bis 2018 unterschrieb. Zu seinem ersten Einsatz für die Münchner Löwen kam er am 9. Februar 2015 bei einer 1:2-Heimniederlage gegen den 1. FC Heidenheim. Am 13. März 2015 konnte er bei einem 3:0-Auswärtserfolg gegen die SpVgg Greuther Fürth seinen ersten Treffer für die Sechzger erzielen, als er seine Mannschaft in Spielminute 34 nach Vorlage von Korbinian Vollmann in Führung brachte. Während seiner Zeit bei den Löwen erlitt Simon zwei Kreuzbandrisse.
Nach dem Abstieg mit 1860 kehrte Simon zur Saison 2017/18 zu Újpest Budapest zurück.

### Nationalmannschaft
Am 7. Juni 2014 debütierte Simon für die ungarische Nationalmannschaft bei einem Freundschaftsspiel gegen Kasachstan, als er in Minute 78 für Ádám Gyurcsó eingewechselt wurde.